# Alan Arthur Wells
Alan Arthur Wells (Goff's Oak, 1º maggio 1924 – 8 novembre 2005) è stato un ingegnere britannico.
Nato a Goff's Oak, Hertfordshire da Arthur John Wells, un ingegnere della British Oxygen Company, dopo aver frequentato la City of London School, nel 1940 divenne apprendista installatore e studiò come allievo esterno dell'Università di Londra. Nel 1941 ottenne un titolo intermedio di B. Sc. Dopo due anni presso il Nottingham University College ottenne il titolo di 2ª classe in Ingegneria, diventando così ingegnere civile.
Nel giugno del 1950 sposò Rosemary Mitchell.
È stato l'inventore della turbina che porta il suo nome.

## Onori e riconoscimenti
- 1942 Premio Bayliss, Institution of Civil Engineers
- 1946 Miller Premio, Institution of Civil Engineers
- 1955 President’s Gold Medal, Society of Engineers
- 1956 Premium Award, Royal Institution of Naval Architects
- 1964 Houdremont Lecture, International Institute of Welding
- 1966 Medaglia Hadfield, Iron and Steel Institute
- 1968 Medaglia Larke, Institute of Welding
- 1969 Membro Onorario, Institute of Welding
- 1973 Honorary Doctorate, Ghent University
- 1975 Membro della Royal Irish Academy
- 1977 Membro della Royal Society di Londra[3]
- 1979 Membro della Royal Academy of Engineering
- 1982 Premio Rupert H. Myers, Università del Nuovo Galles del Sud
- 1982 Ufficiale dell'Ordine dell'Impero Britannico
- 1982 DSc (honoris causa), Università di Glasgow
- 1983 Ludwig Tetmajer Award, Università tecnica di Vienna
- 1984 Freedom of the City of London
- 1986 DSc (honoris causa), Queen's University Belfast
- 1986 Medaglia di Platino, Institute of Metals
- 1987 Medaglia Edstrom, International Institute of Welding
- 1994 Medaglia Esso, Royal Society
- 1994 Premio Yoshiaki Arata, International Institute of Welding
- 1999Membro onorario dell'Institution of Mechanical Engineers
- 2003 Nominato per il Professional Members Building and Library at the TWI, Abington